# William N'Gounou
William N'Gounou (Niamey, Níger, 31 de julio de 1983) es un exfutbolista de Níger que jugaba en la posición de delantero centro.

## Carrera

### Club
| Periodo   | Club                         |
| --------- | ---------------------------- |
| 2000-2003 | Kadji Sports Academy         |
| 2004-2007 | AS FAN                       |
| 2008      | Malmö BIF                    |
| 2009–2010 | FC Rosengård 1917            |
| 2011–2012 | IF Limhamn Bunkeflo          |
| 2013      | KSF Prespa Birlik            |
| 2014      | Bosnien Hercegovina SK Malmö |
| 2015-2016 | Limhamns FF                  |
| 2017-2021 | FBK Balkan                   |
| 2022-2024 | Heleneholms SK               |

### Selección nacional
Jugó para Níger en 17 ocasiones de 2011 a 2013 y anotó dos goles, uno de ellos en la Copa Africana de Naciones 2012 en la derrota por 1-2 ante Túnez, el cual fue el primer gol de Níger en la historia en la Copa Africana de Naciones.